# Gmina Tolmin
Tolmin – gmina w Słowenii. W 2010 roku liczyła 11 716 mieszkańców.

## Miejscowości
Miejscowości wchodzące w skład gminy Tolmin:

- Bača pri Modreju,
- Bača pri Podbrdu,
- Bukovski Vrh,
- Daber,
- Dolenja Trebuša,
- Dolgi Laz,
- Dolje,
- Drobočnik,
- Čadrg,
- Čiginj,
- Gabrje,
- Gorenja Trebuša,
- Gorenji Log,
- Gorski Vrh,
- Grahovo ob Bači,
- Grant,
- Grudnica,
- Hudajužna,
- Idrija pri Bači,
- Kal,
- Kamno,
- Kanalski Lom,
- Klavže,
- Kneške Ravne,
- Kneža,
- Koritnica,
- Kozaršče,
- Kozmerice,
- Kuk,
- Lisec,
- Ljubinj,
- Logaršče,
- Loje,
- Modrej,
- Modrejce,
- Most na Soči,
- Obloke,
- Pečine,
- Petrovo Brdo,
- Podbrdo,
- Podmelec,
- Polje,
- Poljubinj,
- Ponikve,
- Porezen,
- Postaja,
- Prapetno,
- Prapetno Brdo,
- Roče,
- Rut,
- Sela nad Podmelcem,
- Sela pri Volčah,
- Selce,
- Selišče,
- Slap ob Idrijci,
- Stopnik,
- Stržišče,
- Temljine,
- Tolmin – siedziba gminy,
- Tolminske Ravne,
- Tolminski Lom,
- Trtnik,
- Volarje,
- Volčanski Ruti,
- Volče,
- Zadlaz-Čadrg,
- Zadlaz-Žabče,
- Zakraj,
- Zatolmin,
- Znojile,
- Šentviška Gora,
- Žabče.